# Alexandre Kovalevski
Pour les articles homonymes, voir Kovalevski.
Alexandre Onoufrievitch Kovalevski (en russe : Александр Онуфриевич Ковалевский) est un biologiste russe, né le 7 novembre 1840 à Dunabourg et mort le 9 novembre 1901 à Saint-Pétersbourg.
Il étudie la médecine à l’université de Heidelberg et enseigne à l'université de Saint-Pétersbourg. Ce spécialiste de l’embryologie démontre que tous les animaux connaissent une période de gastrulation.
Il démontre aussi que les Tuniciers sont des Chordés. Ses travaux suscitent de nombreux développements notamment par Édouard van Beneden et de son école, d'Alfred Giard et de Henri de Lacaze-Duthiers. En 1867, il montre que le développement des Ascidies rappelle celui des Céphalocordés.
Son frère est le paléontologue Vladimir Kovalevski, et sa belle-sœur est la mathématicienne Sofia Kovalevskaïa.

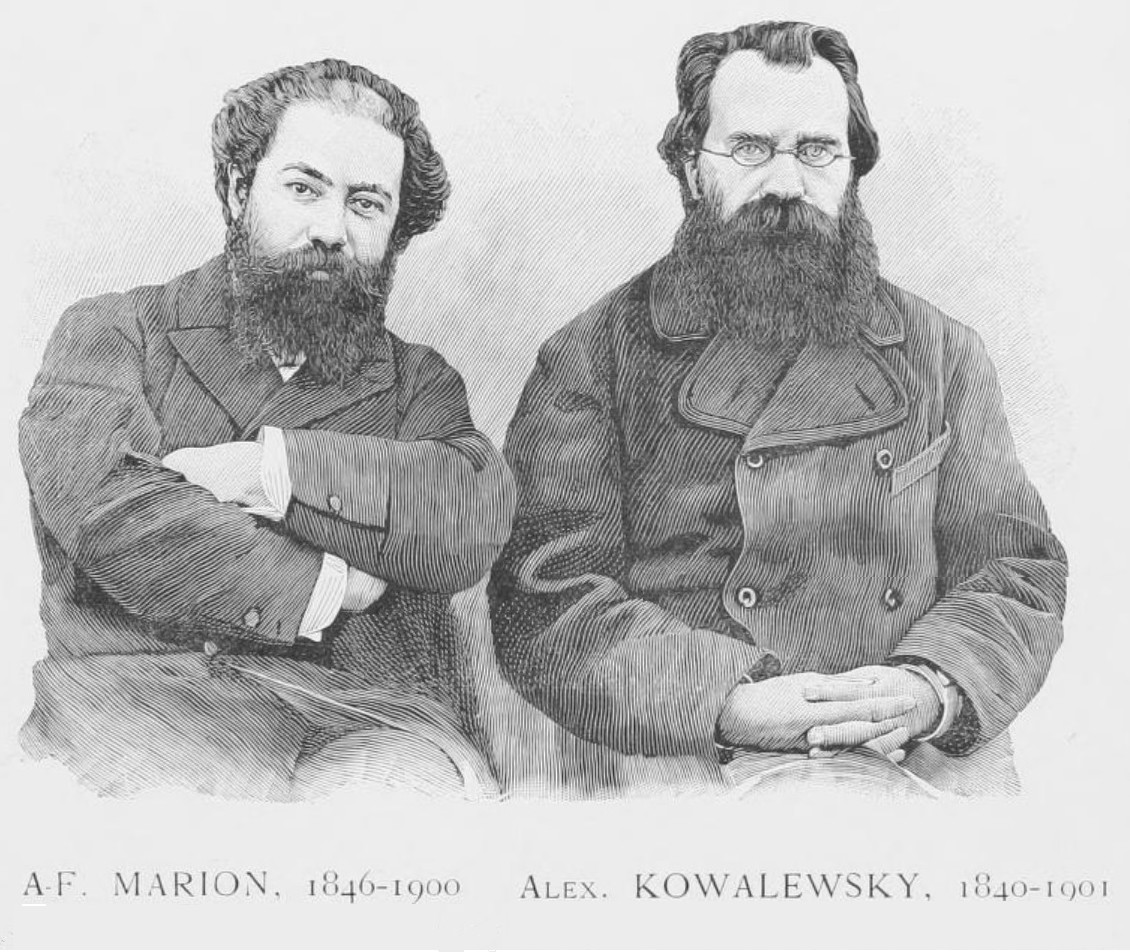
Antoine-Fortuné Marion et Alexandre Kovalesvsky
Respectivement Fondateur et Collaborateur des Annales du Musée d'Histoire Naturelle de Marseille

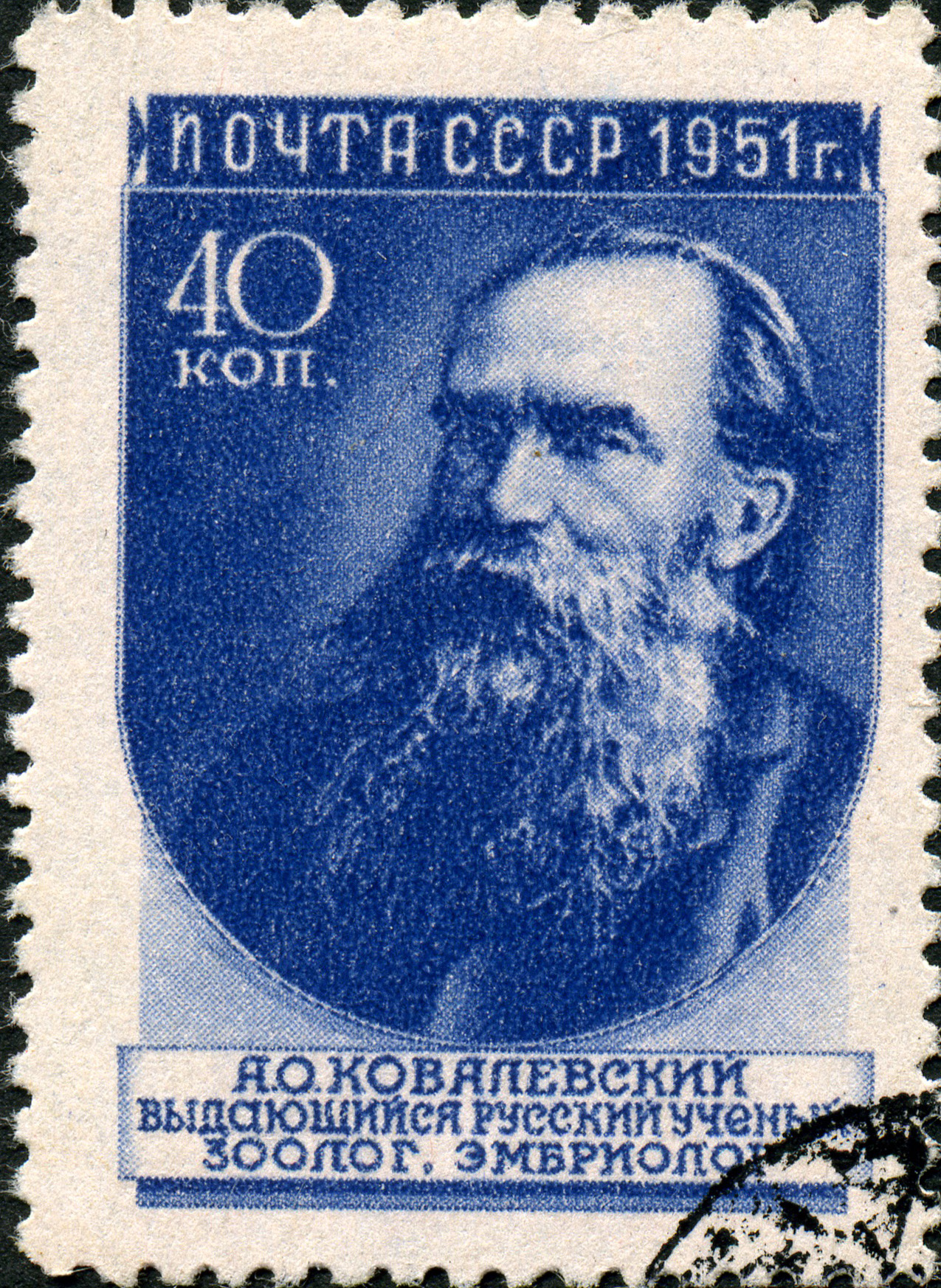
Timbre édité en 1951 par l'Union soviétique

## Source
- Traduction de l'article de langue anglaise de Wikipédia (version du 17 octobre 2006).

Kovalevsky est l’abréviation habituelle de Alexandre Kovalevski en zoologie.

Consulter la liste des abréviations d'auteur en zoologie ou la liste des taxons zoologiques assignés à cet auteur par ZooBank
- Notices d'autorité :   - VIAF
  - ISNI
  - IdRef
  - LCCN
  - GND
  - CiNii
  - Espagne
  - Pays-Bas
  - Pologne
  - Israël
  - NUKAT
  - Norvège
  - Tchéquie
  - Lettonie
  - Grèce
  - WorldCat